# Вилијам Кван Џаџ
Вилијам Кван Џаџ (енгл. William Quan Judge; 13. април 1851 — 21. март 1896) је био амерички мистик, езотеричар и окултиста, и један од оснивача првобитног Теозофског друштва.    

## Биографија
Рођен је у Даблину, Ирска. Када је имао 13 година,  његова породица је емигрирала у Сједињене Државе. Постао је натурализовани држављанин САД. Када је имао 21 годину положио је правосудни испит у држави Њујорк, специјализујући се за привредно право.

## Оснивање теозофског друштва
Судија је био један од седамнаест суоснивача Теозофског друштва. Попут Хелене Петровне Блавацке и Хенрија Стил Олкота, остао је у организацији када су други отишли. Када су Олкот и Блавацка отишли из Сједињених Држава у Индију, он је остао да управља радом Друштва, све време радећи као адвокат.

### Блаватска и Олкот одлазе за Индију
Када су Блаватска и Олкот напустили Америку, оставили су теозофију у Северној Америци у Џаџовим рукама. Џаџ је одржавао блиске контакте и са Блавацком и Олкотом кроз преписку, у наредних неколико година било је мало организованих активности. Његове потешкоће у овом периоду илуструје биографски одломак који је написала Јулија ван дер Планк (жена Арчибалда Кејтлија ): 
„Било је то време када је Мадам Блаватски (она која је тада била једини велики експонент), напустила терен, интересовање које је она побуђивала, њена ударна мисија је замрла. Теозофско друштво је од сада требало да опстане на својој филозофској основи. Од своје двадесет треће године па све до смрти, Судија је све своје напоре и сву енергију предао овом послу“.

### Џаџ у посети Јужној Америци
Године 1876. пословне прилике су навеле Џаџа да посети Јужну Америку, где је оболео од „Чагрес грознице“,  и касније је патио од те мучне болести. Друге фазе његових искустава на овом путовању забележене су у његовим списима, често алегоријским, сугеришући карактер окултних контаката који су можда били успостављени на овом путовању.

### Блаватска у Индији
У Индији је Блаватска основала ново седиште. Као Европљанка, њени напори да поврати поштовање хиндуистичке вере били су прилично ефикасни. Као резултат тога, створила је непријатеље међу мисионарима хришћанства. Теозофски покрет 1875–1950 износи неке од догађаја који су уследили: „Вилијам К. Џаџ, који је стигао у Индију убрзо након што су Кулонови били послани из штаба, детаљно је испитао лажна врата конструисана у „окултном делу” госпође Блавацке. соба". Показао је производ Кулоновог прекинутог рада око три стотине сведока који су својим именима потписали опис места. Уклонио је „светиште" у које су Кулонови покушали да подметну доказе преваре. Ове акције пружају доказе о „Кулобовој завери“ и оправдавају госпођу Блаватски. 

### Повратак Џаџа у Америку
Године 1885, након повратка у Америку, Џаџ је кренуо да ревитализује покрет у Сједињеним Државама. Прави почетак рада теозофије у Сједињеним Државама започео је 1886. године, када је Џаџ основао The Path, независни теозофски часопис. До овог времена није се много постигло на путу раста Друштва у Америци. Џаџово интересовање за добробит других утицало је на његов рад, тако да су се његови чланци и теозофски говори обраћали обичном народу на домаћем језику и са једноставним разлогом. 
У свом првом уводнику написао је:
Не мисли се да се утопија може успоставити за један дан... Свакако, ако сви кажемо да је бескорисно... никада се ништа неће урадити. Почетак се мора направити и то је направило Теозофско друштво... Богатство се гомила у рукама неколицине, док се сиромашни сваким даном све теже мељу како се њихов број повећава... Све ово непогрешиво указује на виталну грешку негде... Оно што се тражи је истинско знање о духовном стању човека, његовом циљу и судбини... они који морају да започну реформу су они који су толико срећни да су смештени у свету где могу да виде и размишљају о проблемима које сви покушавају да реше, чак и ако знају да велики дан можда неће доћи до њихове смрти.
Такође је написао:
Хришћанске нације су се заслепиле погубним сјајем материјалног напретка. Они нису народи који ће дати најјасније трагове за Пут... Велики сат Универзума указује на још један сат, и сада човек мора да ухвати кључ у своје руке и да сам – као целина – отвори капију... Наша пракса се састоји у занемаривању било каквог ауторитета у питањима религије и филозофије, осим оних ставова за које због њиховог урођеног квалитета сматрамо да су истинити.
О Џаџу је речено: „Све што је написао метафизичке природе може се наћи, директно или индиректно, у делима мадам Блавацки. Он није покушавао да буде ново „откровење“ већ је у својим делима илустровао идеалну употребу појмова теозофско учење“.  Током година, Џаџ је привукао језгро оданих следбеника за Покрет. Покрет је растао у Америци. 
Џаџ је писао теозофске чланке за различите теозофске часописе, а такође и уводни том, Океан теозофије 1893.  Постао је генерални секретар америчке секције Теозофског друштва 1884, са Абнером Даблдејом као председником.
Џаџ није оставио никакав запис о периоду пре оснивања Теозофског друштва, али неке од његових објављених изјава откривају карактер његовог односа са Блаватском током овог периода. Поводом њене смрти 1891. године, осврнуо се на њихов први састана јануара 1875. Написао је: 
Привукло ме је њено око, око једног кога сам сигурно познавао у животу да је одавно преминуло. Погледала ме је у знак препознавања тог првог сата, и никада се од тада тај поглед није променио. Не као испитивач филозофије дошао сам пред њу, не као неко пипајући у мраку за светлима која су школе и измишљене теорије заклониле, већ као онај који је, лутајући ходницима живота, тражио пријатеље који би могли да покажу где је дизајни за рад су били скривени. И, верна позиву, одговорила је, још једном откривши планове и не говорећи речи да објасни, једноставно их је истакла и наставила са задатком. Било је то као да смо се само вече пре него што смо се растали, остављајући још да се уради неки детаљ задатка који се води са једним заједничким циљем; то су били учитељ и ученик, старији брат и млађи, обојица савијени на један крај, али она са снагом и знањем који припадају само лавовима и мудрацима.

## Блаватска о Теозофском друштву
Блаватска је често спомињала оснивање Теозофског друштва као резултат окултног упутства њених учитеља. Џаџ је касније написао да су предмети Друштва дати Олкоту од стране Мастерса пре састанка на коме су усвојени. Стога се може сматрати да је оснивање Теозофског друштва било инспирисано.
Године 1881, осврћући се на оснивање Друштва, Блаватска је написала: „Наше друштво као тело би сигурно могло бити уништено лошим управљањем или смрћу његових оснивача, али ИДЕЈА коју оно представља и која је добила тако широку снагу, ће јури као талас мисли све док не слети на тврду плажу где материјализам бере и сортира своје каменчиће...“ У то време, послови Друштва били су углавном у Олкотовим рукама. Састанци су одржавани нередовно, а предложени су многи планови за окултне експерименте. Ни Блаватска ни Џаџ нису активно учествовали на састанцима након првих неколико седница. Био је заузет адвокатском праксом. Почињала је да пише своју прву књигу, Откривена Изида . 

## Спор Џаџа са Олкотом и Ани Безант
Након што је Блаватска умрла 1891, Џаџ се укључио у спор са Олкотом и Ани Безант, за које је сматрао да су одступили од првобитног учења Махатма. Као резултат тога, прекинуо је своје дружење са Олкотом и Безантом током 1895. и повео већи део америчке секције Друштва са собом. Упркос томе што су га прогањали поклоници Бесанта, Џаџ је управљао својом новом организацијом око годину дана до своје смрти у Њујорку, након чега је Кетрин Тингли постала менаџер. Организација која потиче из фракције Олкота и Безанта данас је са седиштем у Индији и позната је као Теозофско друштво – Адијар, док је организација којом управља Џаџ данас позната једноставно као Теозофско друштво, али често са спецификацијом „међународно седиште, Пасадена, Калифорнија “.

## Смрт Џаџа
Џаџ је умро 1896. у Њујорку.

## Формирање огранака Теозофског друштва
Године 1898, Ернест Темпл Харгроув, који је у почетку подржавао Тинглија, отишао је са другим члановима да формира огранак Теозофског друштва у Америци (Харгроув). Друге нове организације су се одвојиле од његове, укључујући Храм народа (чија библиотека носи његово име) током 1898. и Уједињену ложу теозофа или УЛТ током 1909.